# Wereldbeker schaatsen 2012/2013 - Wereldbeker 5
De Wereldbeker schaatsen 2012/2013 Wereldbeker 5 was de vijfde wedstrijd van het wereldbekerseizoen die op 15 en 16 december 2012 plaatsvond in de Heilongjiang Indoor Rink in Harbin, China. Enkel de sprintafstanden, 500 en 1000 meter, stonden op het programma. Het onderdeel teamsprint werd als demonstratieonderdeel verreden, maar kende geen Nederlandse deelnemers.

## Programma
| Datum                | Tijd | Onderdeel                                                                                    |
| -------------------- | ---- | -------------------------------------------------------------------------------------------- |
| Zaterdag 15 december | 8:00 | 500 m vrouwen 500 m mannen 1000 m vrouwen 1000 m mannen                                      |
| Zondag 16 december   | 8:00 | 500 m vrouwen 500 m mannen 1000 m vrouwen 1000 m mannen teamsprint vrouwen teamsprint mannen |

## Nederlandse deelnemers
| Afstand  | Geslacht | Deelnemers, A- of B-groep | Deelnemers, A- of B-groep | Deelnemers, A- of B-groep | Deelnemers, A- of B-groep | Deelnemers, A- of B-groep | Deelnemers, A- of B-groep | Deelnemers, A- of B-groep | Deelnemers, A- of B-groep | Deelnemers, A- of B-groep | Deelnemers, A- of B-groep |
| -------- | -------- | ------------------------- | ------------------------- | ------------------------- | ------------------------- | ------------------------- | ------------------------- | ------------------------- | ------------------------- | ------------------------- | ------------------------- |
| 1e 500m  | Vrouwen  | Margot Boer               | A                         | Thijsje Oenema            | A                         | Laurine van Riessen       | A                         | Mayon Kuipers             | B                         |                           |                           |
| 1e 500m  | Mannen   | Michel Mulder             | A                         | Ronald Mulder             | A                         | Kjeld Nuis                | A                         | Hein Otterspeer           | A                         | Jan Smeekens              | A                         |
|          |          |                           |                           |                           |                           |                           |                           |                           |                           |                           |                           |
| 1e 1000m | Vrouwen  | Margot Boer               | A                         | Laurine van Riessen       | A                         |                           |                           |                           |                           |                           |                           |
| 1e 1000m | Mannen   | Michel Mulder             | A                         | Kjeld Nuis                | A                         | Hein Otterspeer           | A                         | Pim Schipper              | A                         | Sjoerd de Vries           | A                         |
|          |          |                           |                           |                           |                           |                           |                           |                           |                           |                           |                           |
| 2e 500m  | Vrouwen  | Margot Boer               | A                         | Thijsje Oenema            | A                         | Laurine van Riessen       | A                         | Mayon Kuipers             | B                         |                           |                           |
| 2e 500m  | Mannen   | Michel Mulder             | A                         | Ronald Mulder             | A                         | Kjeld Nuis                | A                         | Hein Otterspeer           | A                         | Jan Smeekens              | A                         |
|          |          |                           |                           |                           |                           |                           |                           |                           |                           |                           |                           |
| 2e 1000m | Vrouwen  | Margot Boer               | A                         | Laurine van Riessen       | A                         |                           |                           |                           |                           |                           |                           |
| 2e 1000m | Mannen   | Michel Mulder             | A                         | Kjeld Nuis                | A                         | Hein Otterspeer           | A                         | Pim Schipper              | A                         | Sjoerd de Vries           | A                         |

De beste Nederlander per afstand wordt vet gezet

## Podia

### Mannen
| Afstand:   | Goud:                                                          | Tijd    | Zilver:                                       | Tijd    | Brons:                                                | Tijd    |
| 1e 500 m   | Jan Smeekens Nederland                                         | 35,15   | Michel Mulder Nederland                       | 35,20   | Joji Kato Japan                                       | 35,22   |
| 2e 500 m   | Joji Kato Japan                                                | 34,94   | Ronald Mulder Nederland                       | 35,21   | Jan Smeekens Nederland                                | 35,27   |
| 1e 1000 m  | Shani Davis Verenigde Staten                                   | 1.10,05 | Hein Otterspeer Nederland                     | 1.10,07 | Samuel Schwarz Duitsland                              | 1.10,10 |
| 2e 1000 m  | Samuel Schwarz Duitsland                                       | 1.09,69 | Shani Davis Verenigde Staten                  | 1.09,87 | Hein Otterspeer Nederland                             | 1.09,92 |
|            |                                                                |         |                                               |         |                                                       |         |
| Teamsprint | Kazachstan Aleksandr Gluschenko Viktor Gluschenko Denis Koezin | 1.23,48 | Duitsland Denny Ihle Nico Ihle Samuel Schwarz | 1.24,05 | Rusland Igor Bogolubsky Denis Koval Artyom Koeznetsov | 1.24,24 |

### Vrouwen
| Afstand:   | Goud:                                 | Tijd     | Zilver:                                                       | Tijd     | Brons:                                                       | Tijd    |
| 1e 500 m   | Lee Sang-hwa Zuid-Korea               | 37,94 BR | Jenny Wolf Duitsland                                          | 37,95    | Yu Jing China                                                | 38,53   |
| 2e 500 m   | Lee Sang-hwa Zuid-Korea               | 37,65 BR | Yu Jing China                                                 | 38,34    | Nao Kodaira Japan                                            | 38,38   |
| 1e 1000 m  | Karolína Erbanová Tsjechië            | 1.17,10  | Zhang Hong China                                              | 1.17,14  | Margot Boer Nederland                                        | 1.17,35 |
| 2e 1000 m  | Zhang Hong China                      | 1.16,717 | Karolína Erbanová Tsjechië                                    | 1.16,718 | Olga Fatkoelina Rusland                                      | 1.17,12 |
|            |                                       |          |                                                               |          |                                                              |         |
| Teamsprint | China Wang Beixing Yu Jing Zhang Hong | 1.29,11  | Rusland Nadezjda Asejeva Jekaterina Malysjeva Olga Fatkoelina | 1.30,60  | Canada Anastasia Bucsis Paola Simionato Danielle Wotherspoon | 1.35,13 |